# Passage Saint-Maur
Le passage Saint-Maur est une voie du 11e arrondissement de Paris, en France.

## Situation et accès
Le passage Saint-Maur est une voie privée située dans le 11e arrondissement de Paris. Il débute au 81, rue Saint-Maur et se termine au 6, passage Saint-Ambroise. L'entrée rue Saint-Maur se fait au travers d'un porche d'un immeuble, sans indication de l'existence du passage ; l'entrée passage Saint-Ambroise est fermée, elle, par une grille.
Le passage est entièrement pavé, la majeure partie sous le porche l'étant en pavés de bois. Le passage Saint-Maur est ainsi une des rares voies de Paris à disposer encore de tels pavés.
Il est desservi à proximité par la ligne 3 à la station Rue Saint-Maur.

## Origine du nom
Elle porte ce nom en raison de sa proximité avec la rue éponyme qui est un ancien chemin qui conduisait de l'abbaye de Saint-Maur à l'abbaye de Saint-Denis.

## Historique

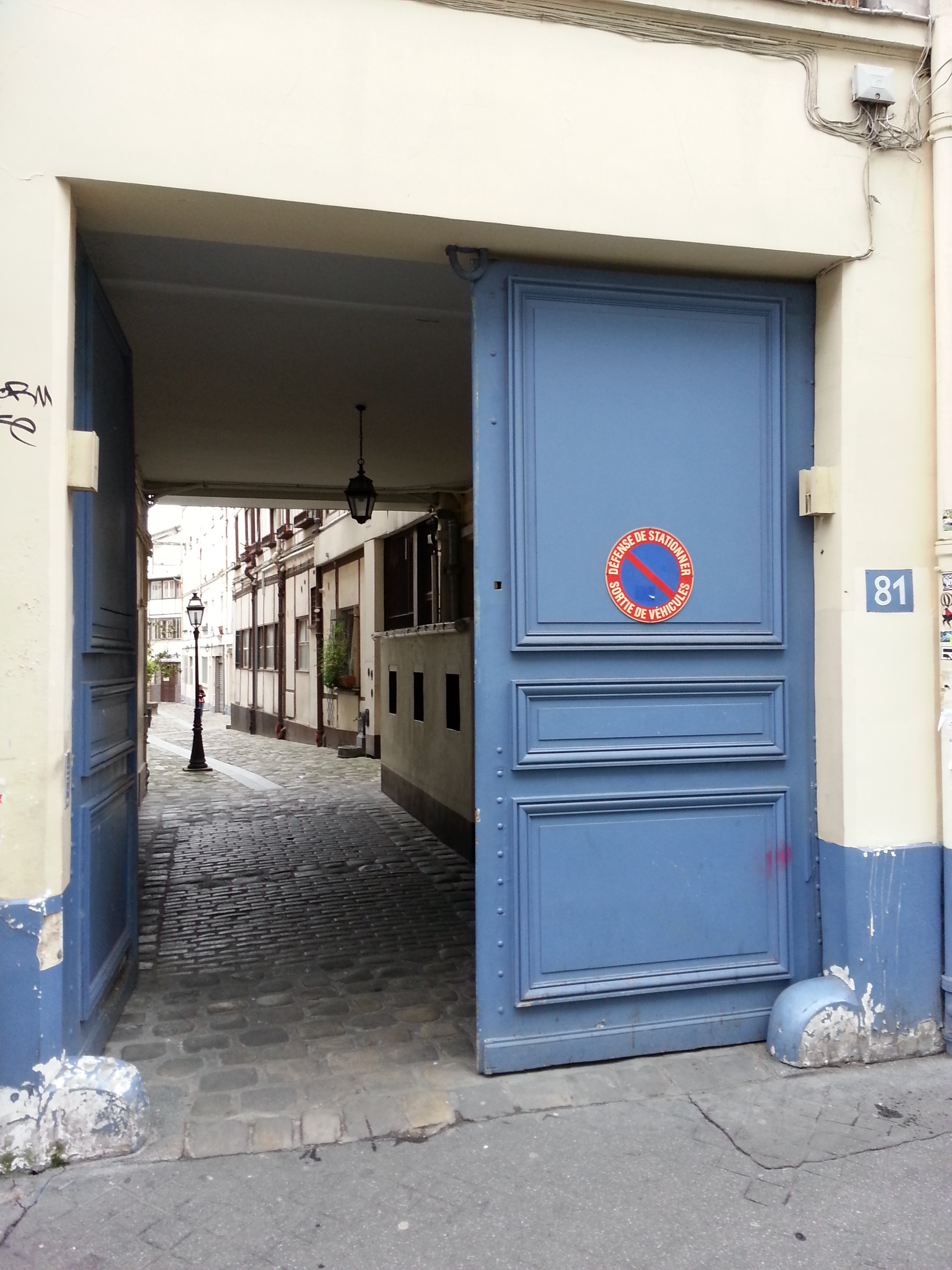
Entrée du passage au 81, rue Saint-Maur.
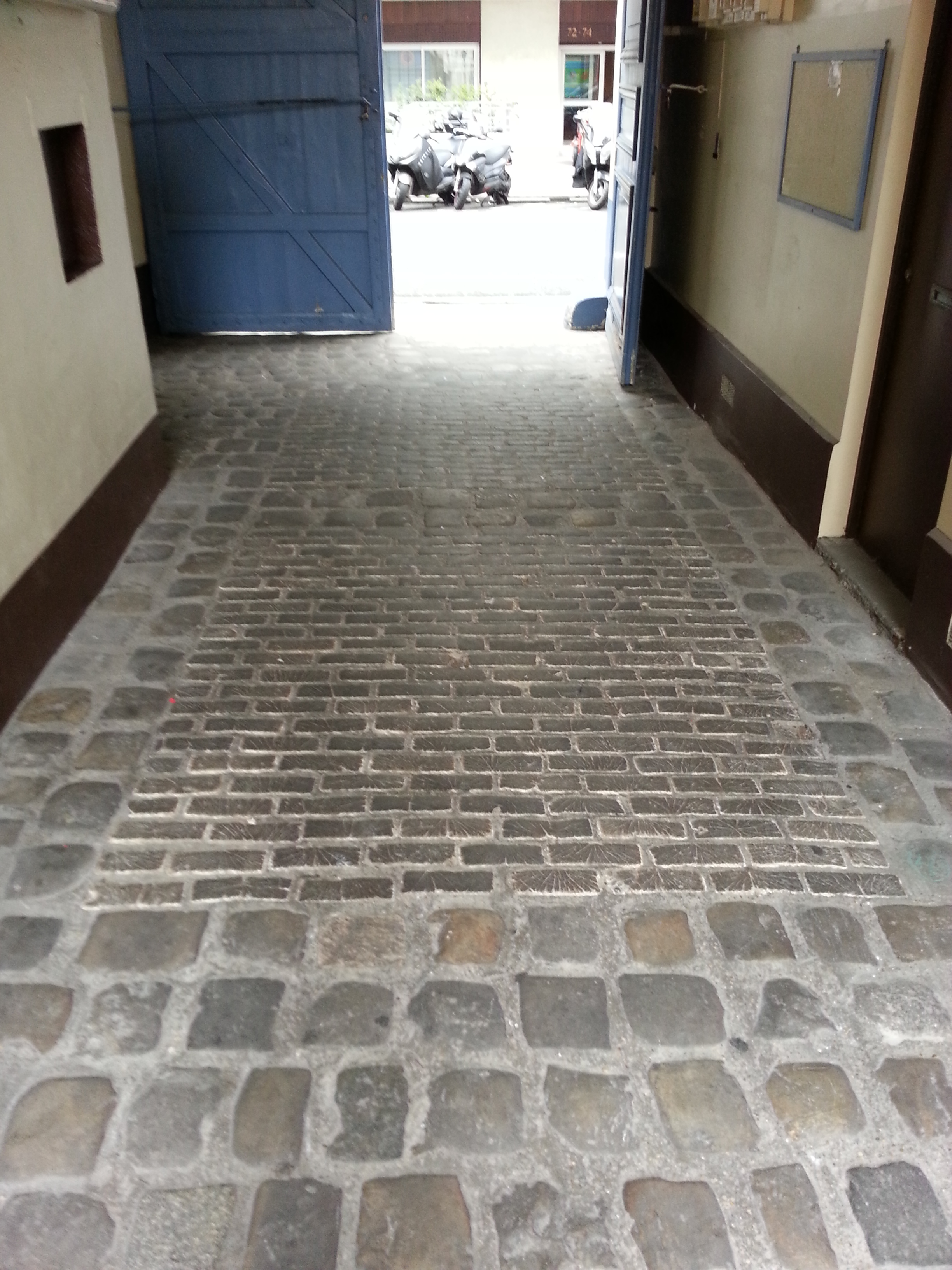
Les pavés en bois visibles dans les rectangles centraux sous le porche du passage.
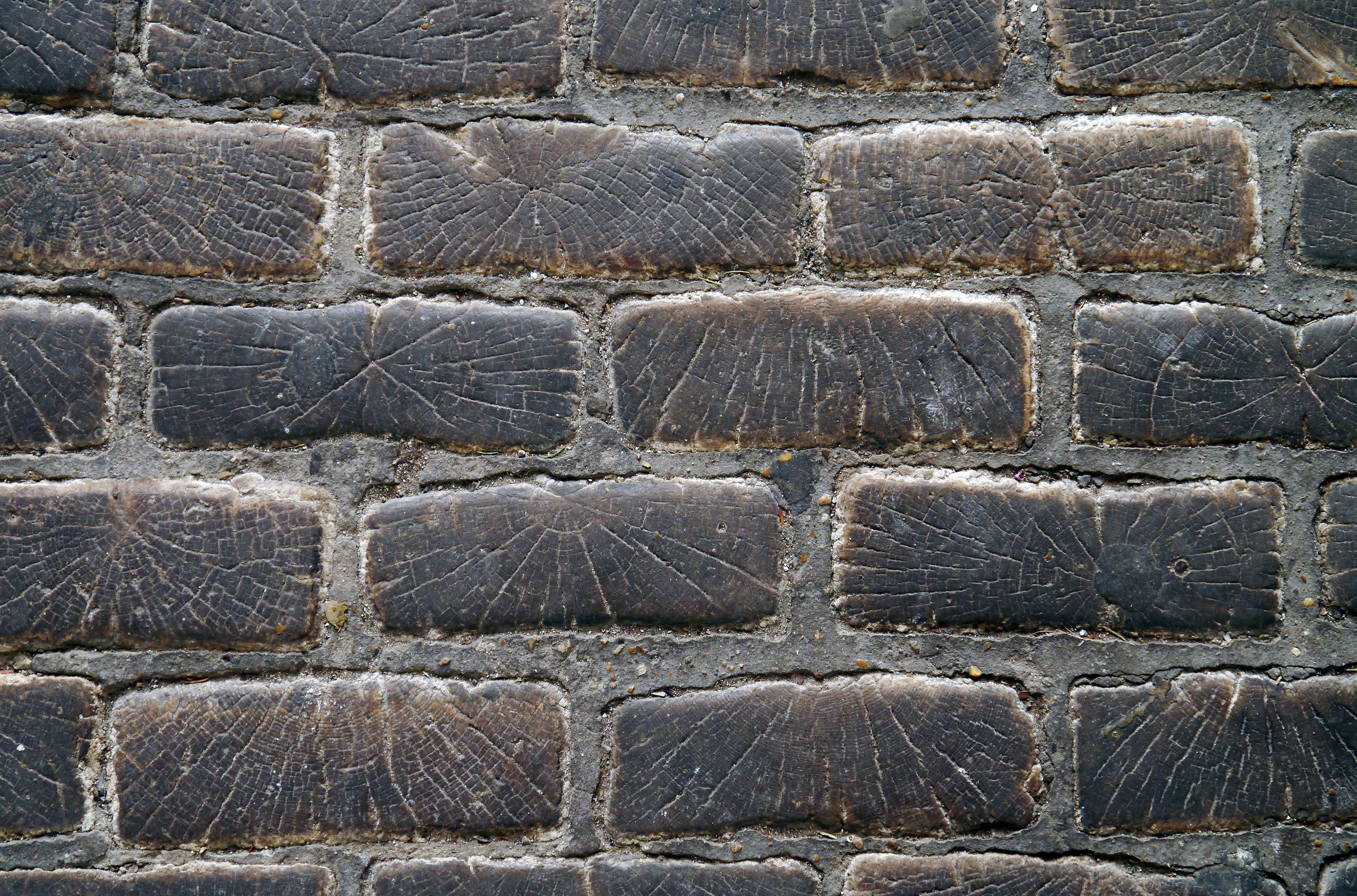
Pavés de bois.
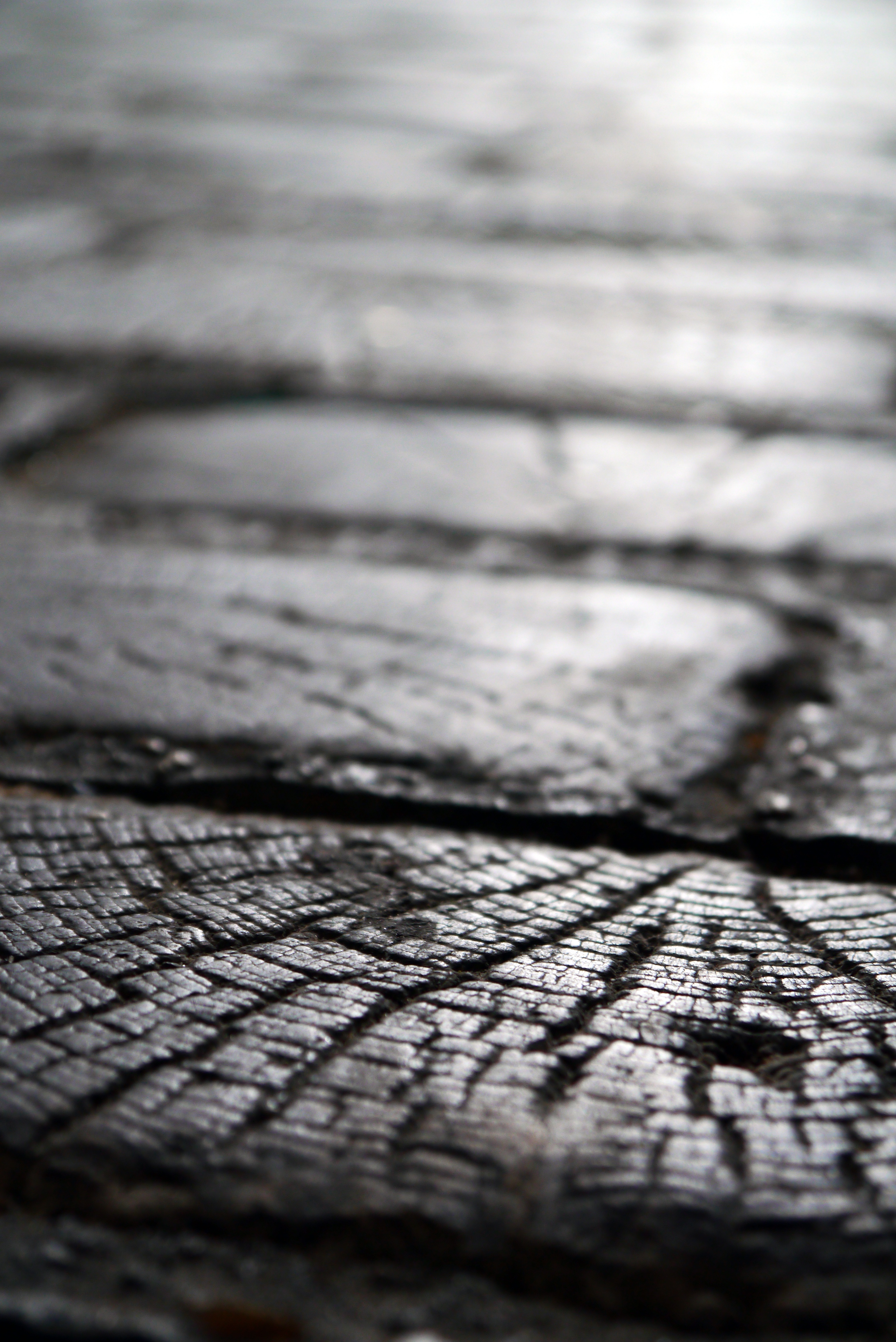
Détail des pavés.